# Musée Rimbaud
Le musée Arthur-Rimbaud est consacré au poète Arthur Rimbaud, dans sa ville natale de Charleville-Mézières. Il est installé dans un monument historique de Charleville, un ancien moulin situé sur les bords de la Meuse.

## Histoire du musée

### Le Vieux-Moulin
L'histoire du moulin est liée à la fondation de la ville de Charleville en 1606 par le duc Charles de Gonzague. Dès 1626, Charles de Gonzague fait construire, sur la Meuse, un moulin banal digne de la nouvelle cité.
L'édifice est construit principalement en brique et en pierre jaune par Claude Briau, mais il s'inscrit dans le plan d'urbanisme mis en place par l'architecte Clément Métezeau. Ce bâtiment clôt la perspective de la rue principale de la cité. Alors que la Porte de France contrôle l'accès à la cité côté sud, la Porte de Flandre le côté ouest, et la Porte de Luxembourg le côté est, le moulin s'apparente à une quatrième porte monumentale qui marque l'extrémité nord de la ville, en bord de Meuse. Sa façade se distingue par quatre colonnes ioniques annelées sur toute la hauteur du bâtiment, un entablement puissant et un fronton triangulaire. Le moulin commence à moudre le grain et à produire de la farine dès 1627. Pendant plus d'un siècle, il apporte des revenus à la cité. 
Dans la nuit du 2 juillet au 3 juillet 1754, alors que le meunier et sa famille dorment et que le moulin ne tourne pas, un incendie se déclare. La famille du meunier, une célèbre famille de meuniers ardennais, les Payer, échappe de peu au désastre. L'intérieur est détruit entièrement. Une enquête est menée mais l'origine de l'incendie ne sera pas déterminée, provoquant une bataille juridique sur les responsabilités qui fera immédiatement jurisprudence. Pendant plus de deux ans, le grand moulin de Charleville ne fonctionne plus. Les ouvriers s'activent pour le remettre en état et lui redonner sa magnificence. Le meunier, réduit au chômage le temps des travaux, quitte la ville pour s'installer à Vouziers. Le Moulin était à l'origine coiffé d'un dôme ; à la suite de cet incendie, le toit actuel est construit.
L'activité reprend ensuite. Le moulin est vendu comme bien national à la Révolution et il est utilisé comme tel jusqu'en 1887. À l'époque du jeune Rimbaud, deux autres activités se tiennent à proximité du moulin, les tanneurs et le lavoir municipal. Mis en vente en 1893, le moulin est acquis par la municipalité, puis restauré par l'architecte Petitsfils.
Les façades et toitures du bâtiment sont classées au titre des monuments historiques en 1981.

### Le musée
La constitution d'une collection municipale liée à Arthur Rimbaud débute en 1927 avec le legs de quelques objets par un parent du poète, le professeur A. Gilbert. Ce ne sont alors que quelques objets présentés dans la section "divers" du musée de Charleville, musée qui est à l'époque sis dans l'ancienne chapelle du Sacré-Cœur (actuelle "rue du musée").
Le pas décisif vers la création d'un musée Rimbaud est franchi en 1954, date symbolique du centenaire de la naissance du poète, avec le don de sa collection par Henri Matarasso, libraire, grand collectionneur et passionné par Rimbaud. Côtoyant de nombreuses personnes ayant connu le poète, il avait rassemblé objets et documents, dont une édition originale d’Une saison en enfer, la valise que Rimbaud avait emporté en Afrique, ainsi que des cartes. Fort de ses relations dans le milieu artistique, il fait réaliser par des artistes contemporains pour une édition bibliophilique des portraits de Rimbaud : Pablo Picasso, Alberto Giacometti et d'autres répondent à l'appel, puis certains comme Jean Cocteau ou Joan Miró font don d'une œuvre au musée naissant.
En 1969, la collection emménage au second étage du Vieux-Moulin, qui accueille également le premier musée de l'Ardenne. Le musée Arthur Rimbaud occupe tout l’espace du bâtiment depuis 1991, année du centenaire de la mort du poète.
En 2014-2015, une rénovation totale des espaces permet une mise aux normes et la mise en place d'une muséographie moderne. L'artiste Claude Lévêque est associé à la rénovation : il conçoit notamment le Cadran qui se trouve dans le grand escalier.

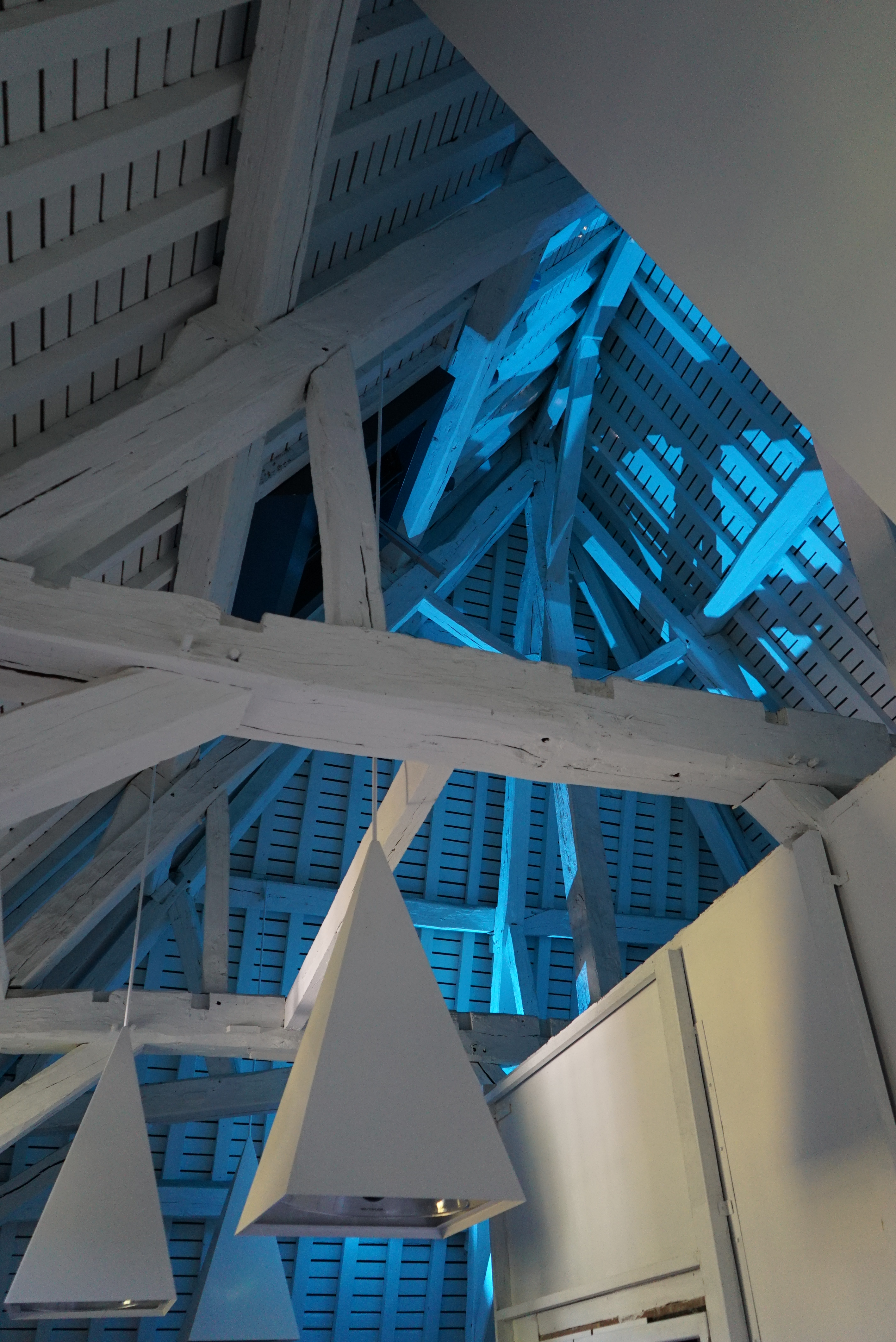
Grenier.
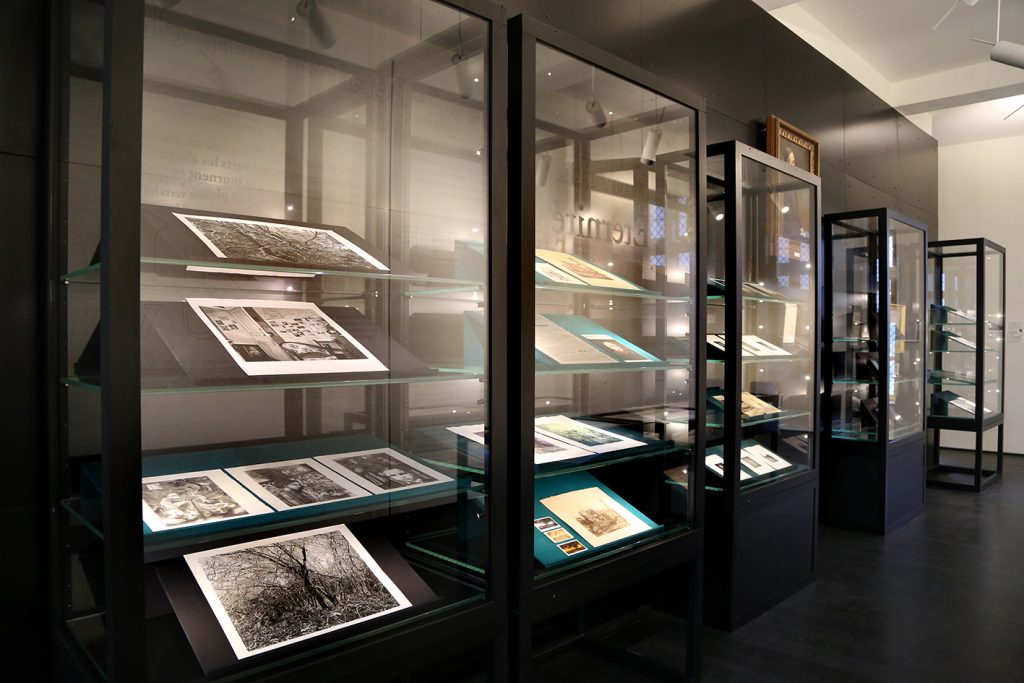
Rêveries.
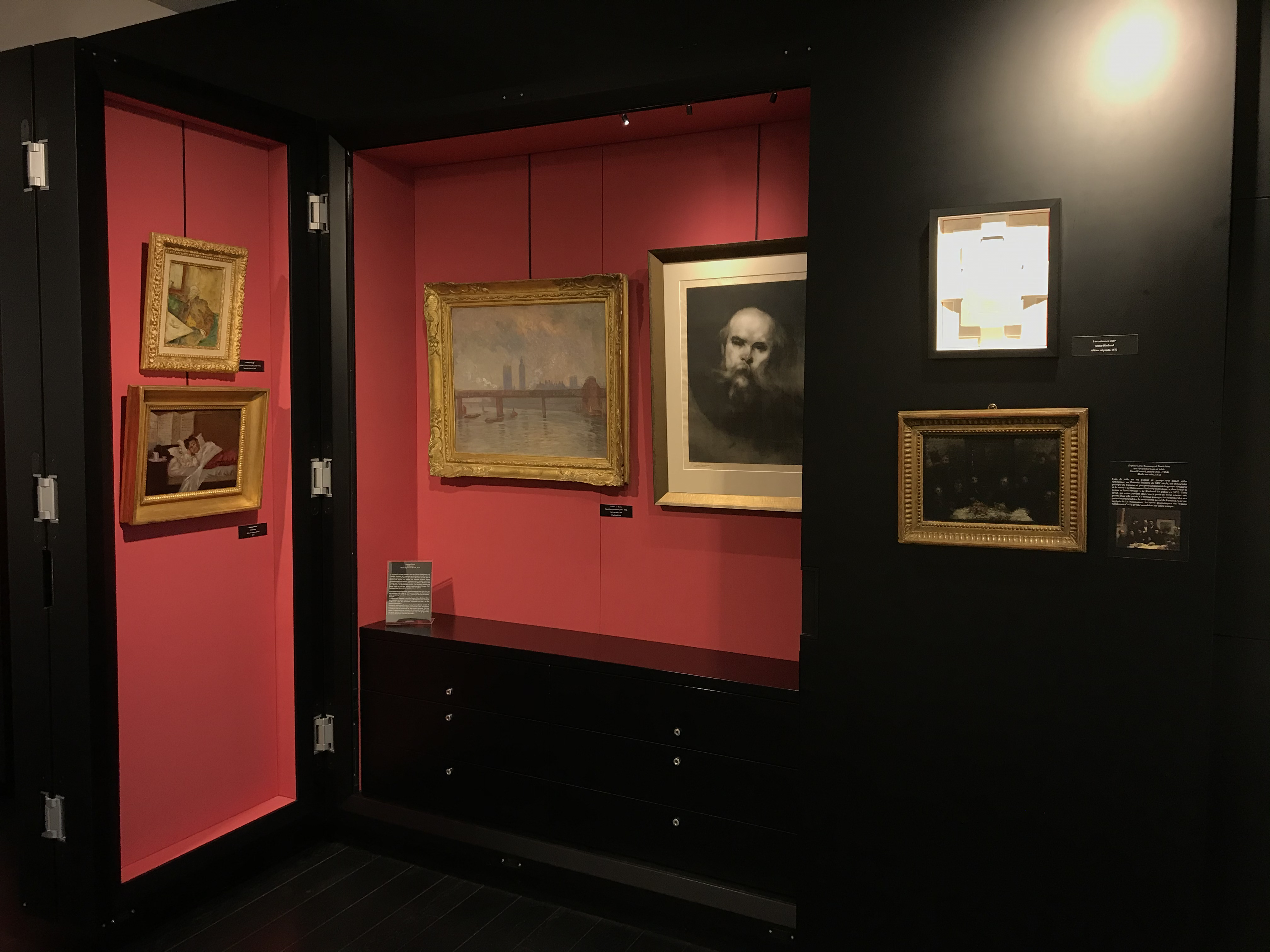
Révolutions.
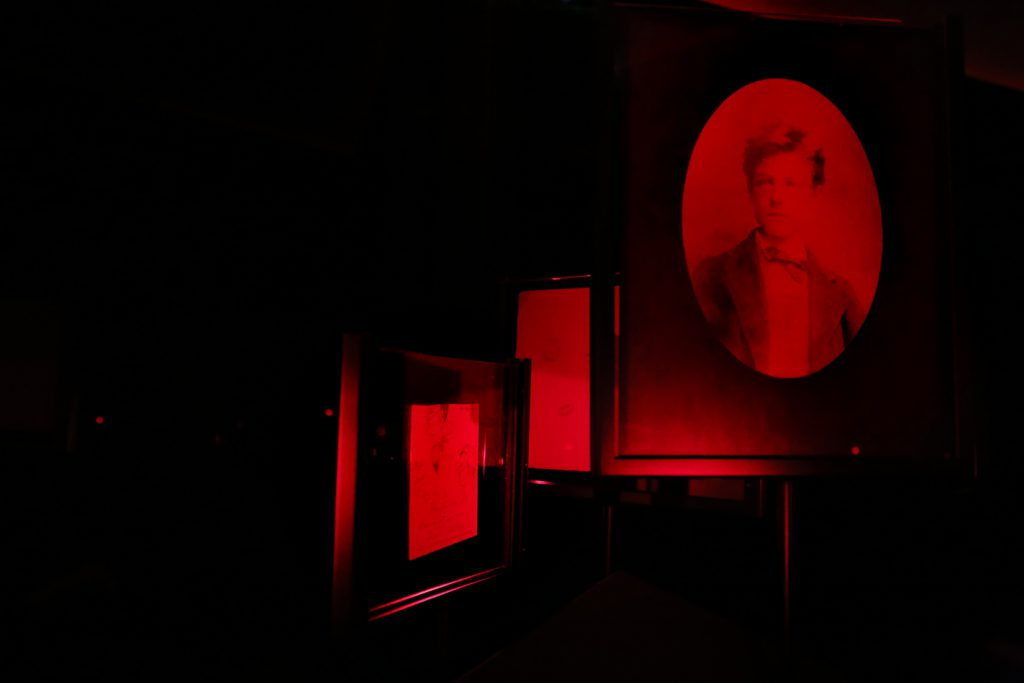
Manuscrits.
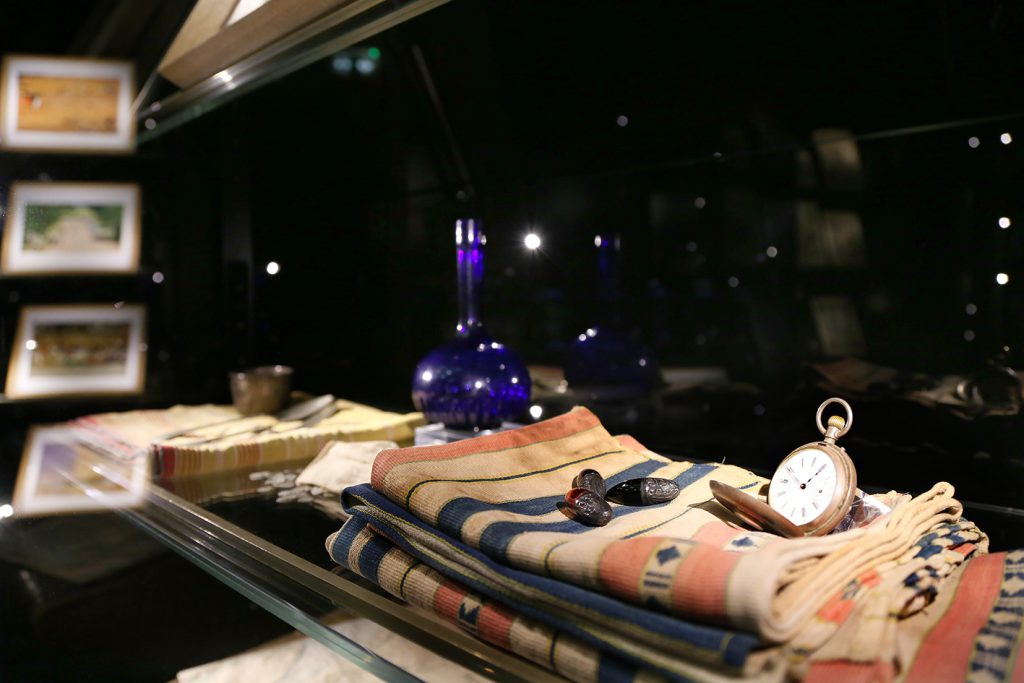
Vers l'Afrique.

## Description

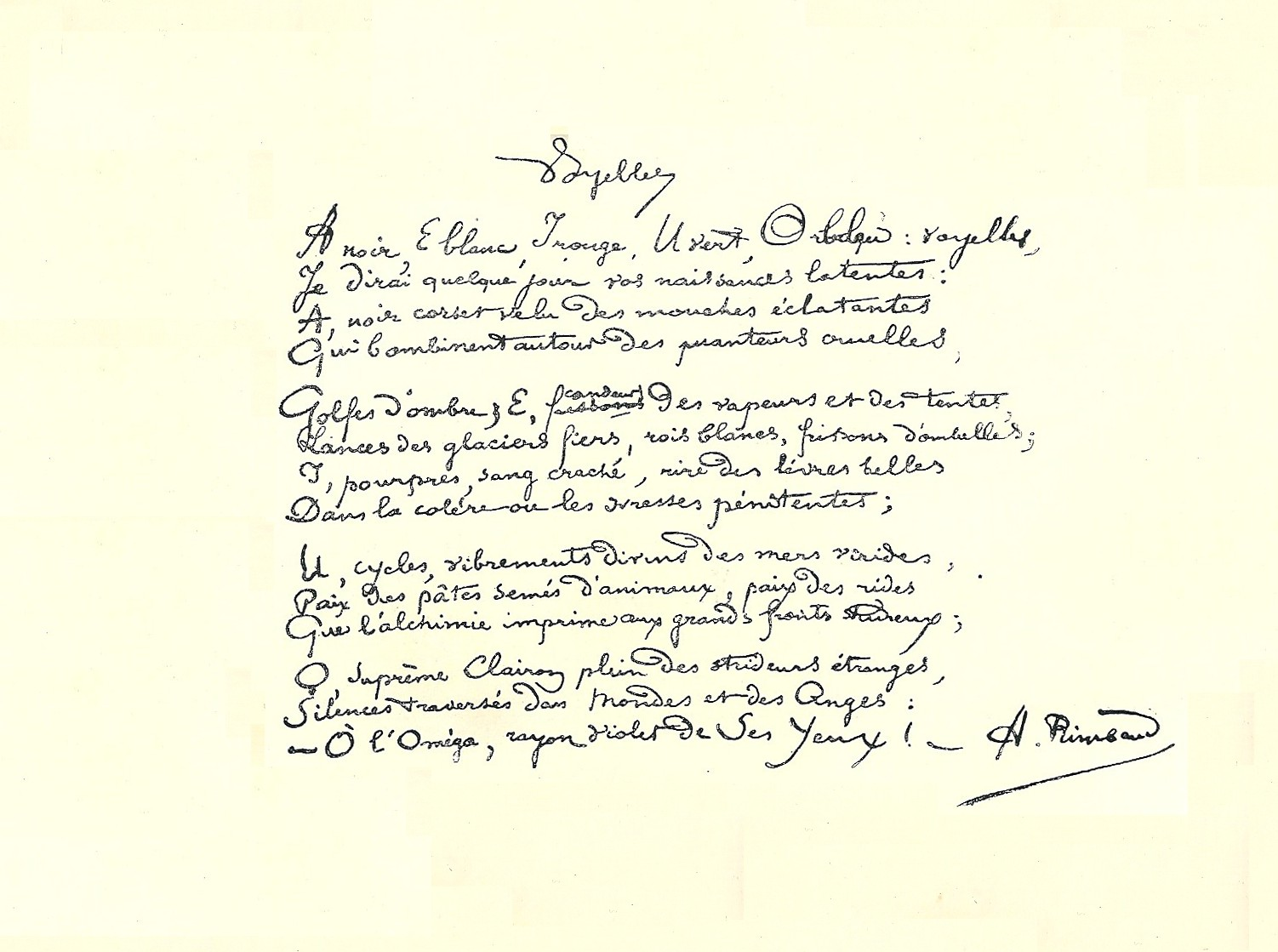
Manuscrit du poème Voyelles, conservé au musée Arthur Rimbaud.

### Muséographie précédant la rénovation de 2015
La collection permanente était exposée au rez-de-chaussée. Celle-ci comprend des lettres, des télégrammes, et des photographies témoignant de la vie de Rimbaud ainsi que quelques objets originaux sur son périple à Chypre et en Afrique, valise, pièces d'étoffe, montre, livres techniques. Une malle itinérante a également été reconstituée. Une esquisse du fameux tableau de Fantin Latour, le Coin de table, est proposée au visiteur. L’œuvre littéraire est évoquée à travers des éditions originales, des manuscrits originaux, en particulier le manuscrit du poème Voyelles, et des fac-similés de manuscrits. Enfin, un hommage est rendu aux artistes du XXe siècle, dont l’œuvre fait référence à Arthur Rimbaud, et en particulier Pablo Picasso, Fernand Léger, Jean Cocteau, Max Ernst, mais aussi Ernest Pignon-Ernest. Un escalier conduit aux étages consacrés aux photographies d’Éthiopie et à des expositions temporaires sur le poète.

### Muséographie mise en place en 2015
Depuis 2015, le parcours de visite du musée s'étend sur quatre étages, commençant au grenier pour aboutir au rez-de-chaussée. Le choix a été fait de ne montrer que des œuvres et des documents originaux, s'interdisant la présentation de fac-similés. Ce choix induit, pour les documents sur papier qui sont sensibles à la lumière (manuscrits, gravures, photographies, dessins), la nécessité de présenter les collections par rotations semestrielles.
Le grenier permet une immersion dans la poésie de Rimbaud par le biais de "douches sonores" qui font entendre ses poèmes. Cet espace sous les combles constitue une allusion au grenier de la ferme de Roche, où Rimbaud a finalisé les textes d'Une Saison en enfer.
Le deuxième étage ouvre un chapitre intitulé "Rêveries", consacré à l'enfance d'Arthur Rimbaud dans les Ardennes ainsi qu'à ses premiers écrits. La présentation mêle photographies, tableaux, gravures et documents anciens contextualisant Charleville au XIXe siècle. On y trouve des tableaux signés de Paterne Berrichon, l'époux d'Isabelle Rimbaud. Une large place est aussi donnée aux illustrateurs de l’œuvre du poète qui ont éprouvé le besoin de poser des images sur les mots d’Arthur Rimbaud.
Le premier étage constitue un chapitre intitulé "Révolutions", évoquant les bouleversements des alentours de 1871 : la Commune de Paris qui inspire le jeune poète, la rencontre avec Paul Verlaine et l'arrivée à Paris, puis la révolution littéraire constituant le passage à la poésie en prose. On y trouve également des portraits montrant à quel point Rimbaud est devenu une véritable icône, saluée pour sa modernité, son anticonformisme et sa vie trépidante. Parmi les grands artistes inspirés par la figure du poète : Pablo Picasso, Alberto Giacometti, Fernand Léger, Robert Mapplethorpe, David Wojnarowicz, Ernest Pignon Ernest… Leurs portraits de Rimbaud sont présentés en alternance, pour des périodes de 6 mois environ. Une petite salle isolée est consacrée aux documents les plus précieux parmi les collections du musée, comme les manuscrits autographes des poèmes dont "Voyelles" et "A la Musique" qui sont présentés en alternance, ou encore la fameuse photographie prise par Étienne Carjat montrant Rimbaud âgé de 17 ans.
Le rez-de-chaussée comporte deux espaces, intitulés "Voyages" et "Vers l'Afrique", qui reviennent sur la dernière période de la vie de Rimbaud, où celui-ci se fait explorateur et commerçant. Dans une ambiance de « cabinet de curiosités », sont dévoilés les rares objets avec lesquels Rimbaud est rentré chez lui : une valise, des couverts, des livres, une montre, seules reliques de l’homme aux semelles de vent. Des œuvres contemporaines révèlent aussi la force de fascination exercée par cet aspect moins connu de la vie d'Arthur Rimbaud.
En bordure de Meuse, la salle de l'Auberge verte est une annexe du musée Arthur-Rimbaud : cette salle d'animation accueille des conférences, des ateliers et des expositions temporaires.
Situé sur le même quai que le musée Rimbaud, de l'autre côté de la rue, au numéro 7, se trouve un des anciens domiciles où vécut la famille Rimbaud à Charleville. Puis l'immeuble contenant cet ancien appartement devient un autre lieu dédié au poète, la Maison des Ailleurs, qui offre un prolongement à la visite du musée.

## Expositions temporaires

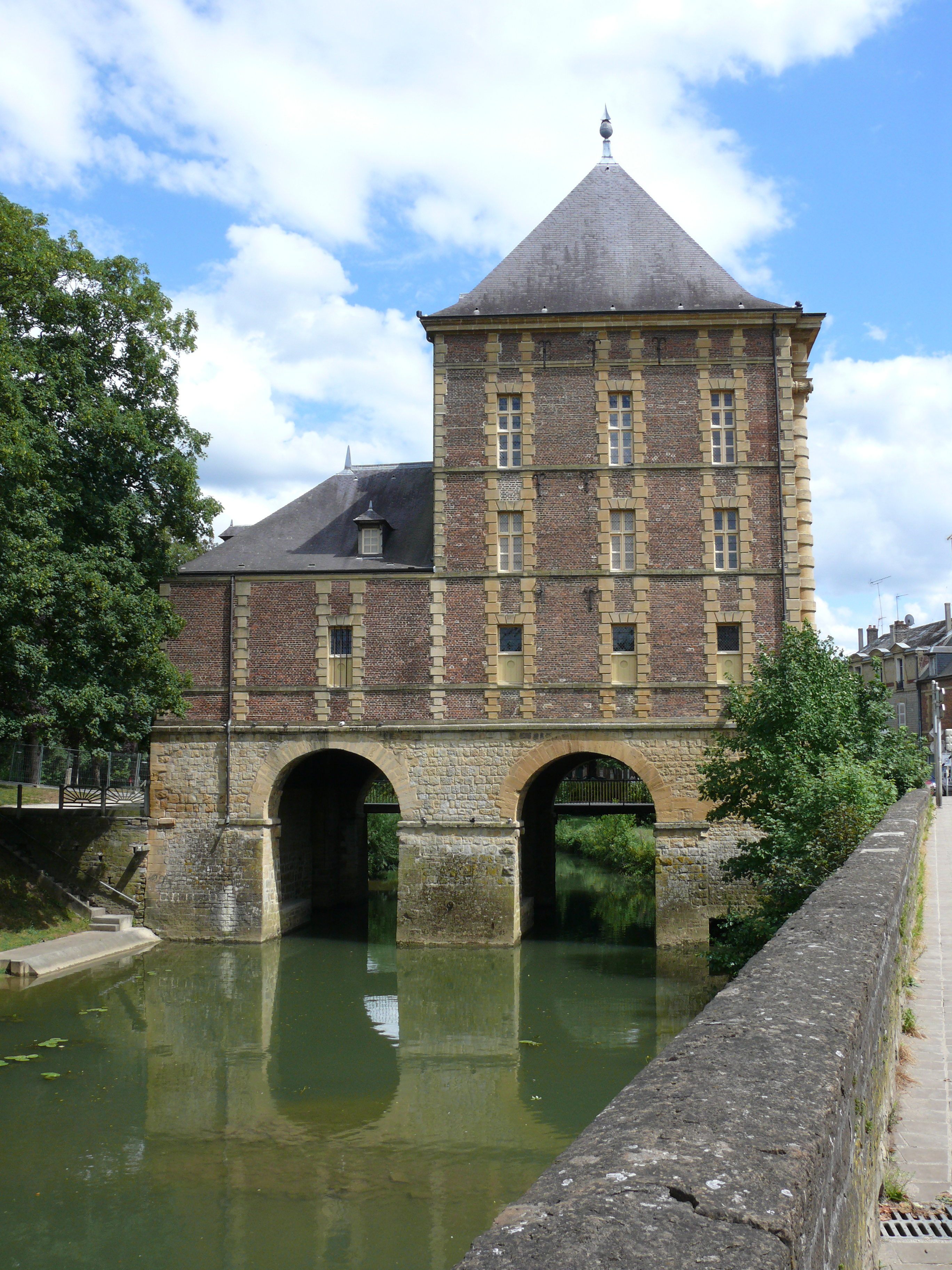
Vue du musée de côté.

- 2016 : « Alfred Ilg, un Suisse en Abyssinie »
- 2017 : « Isabelle, de l'ombre à la lumière »
- 2018 : « Rimbaud, Verlaine, parallèlement »
- 2019 : « Rimbaud photographe »